# Satires (Horace)
Vous lisez un « article de qualité » labellisé en 2014.
Pour les articles homonymes, voir Satire (homonymie).
Les Satires (en latin : Sermones ou Saturae) sont un recueil de satires en hexamètres dactyliques du poète latin Horace, formé d'un premier livre de dix poèmes publié vers 35 av. J.-C. et d'un second livre de huit pièces paru vers 29 av. J.-C. Dédicacées au patron d'Horace, Mécène, elles développent sous différentes formes, allant de l'anecdote à la parodie de scène mythologique, les sujets les plus divers : critique des vices, récit de voyage, portraits de fâcheux, discussion littéraire.
S'inspirant avant tout de Lucilius (IIe siècle av. J.-C.), Horace renouvelle pourtant le genre dont il limite la crudité et exclut la satire politique, trop délicate dans la période troublée de la fin des guerres civiles. Il prône une morale de la modération et du contentement de soi, proche de l'épicurisme, en dénonçant les vices présents dans la société romaine de son temps : l'avarice et l'envie, la gloutonnerie et le raffinement extrême et ridicule de la gastronomie, le désir sexuel incontrôlé.
Le recueil met aussi en scène le poète lui-même. En plus des nombreux éléments autobiographiques qu'il fournit, un autoportrait mitigé apparaît : malmené par son propre esclave et dupé par une prostituée, irascible et maladroit, il présente cependant de nombreuses qualités morales héritées de son père et reconnues par Mécène. Cette description s'élargit dans l'opposition entre le mauvais et le bon poète, ce dernier travaillant beaucoup et écrivant peu. Horace se montre aussi intégrant peu à peu le cercle littéraire centré autour de Mécène et fréquenté par Virgile.
Les Satires sont imitées en latin dès l'Antiquité par Perse et Juvénal, puis au Moyen Âge. À l'époque moderne, les adaptations et imitations se poursuivent dans les langues nationales, avec entre autres l'Arioste en italien, Alexander Pope en anglais, Mathurin Régnier et Boileau en français.

## Texte et contexte

### Composition et publication
Les premières satires (I, 7 et peut-être I, 2) ont été composées à l'époque du retour d'Horace à Rome, entre 42 et 39 av. J.-C., avant qu'Horace ne fasse partie du cercle de Mécène qu'il rejoint vers 38 av. J.-C.. Le premier livre est publié entre 36 et 34 av. J.-C. : comme il n'y est pas fait mention de la villa de Sabine offerte par Mécène cette année-là, la publication est supposée ne pas être pas postérieure à cet événement. Il a donc été composé lors de la période incertaine du second triumvirat. À l'inverse, le livre II paraît dans une période de détente après la victoire d'Auguste : il ne comprend aucune allusion à un événement postérieur à la victoire d'Actium et sa publication n'intervient pas après la première moitié de 29 av. J.-C., soit à la même époque que les Épodes. Au-delà, il est très difficile de dater la composition de chaque satire : la première pièce du second livre est en tout cas l'une des plus récentes.
Les Satires ont été transmises, conjointement avec les autres œuvres d'Horace, par quelque 250 manuscrits médiévaux, dont les plus anciens remontent au IXe siècle : l’Ambrosianus O 136, originaire d'Avignon, dont la fin des Satires, manquante, a été ajoutée à la fin du siècle ; l’Argentoratensis C, VII, 7, anciennement conservé à Strasbourg et détruit en 1870, qui comporte des lacunes dans les Satires (IXe ou Xe siècle) ; et deux manuscrits jumeaux en provenance de Reims, Parisinus 7494 et Parisinus 7971, du Xe siècle. La grande homogénéité de ces manuscrits montre l'unité de la tradition et permet de ne pas douter de l'authenticité de l'ensemble de l'œuvre, à l'exception des huit premiers vers de la dixième satire du premier livre, absents de nombreux manuscrits et généralement condamnés ; Jacques Perret imagine que ces vers, authentiques, ont été supprimés par Horace lors d'une réédition.

### Titre et dédicace
Tous les manuscrits présentent le titre de Sermones (« entretiens »), et Horace lui-même désigne à deux reprises son œuvre sous ce nom, la qualifiant une fois au passage « entretiens à la manière de Bion ». Cependant, il utilise aussi le terme de satura dans le recueil-même.
Mécène, le grand ami et protecteur d'Horace, est le dédicataire du recueil ; en plus du poème liminaire, la sixième satire du premier livre lui est directement adressée, et il apparaît comme personnage des pièces 5 et 9 du premier livre, et 6, 7 et 8 du second.

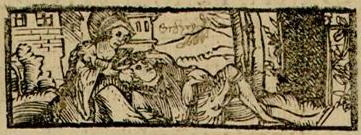
La sorcière Canidie coupe les cheveux d'un homme endormi ou mort ; page de couverture d'une édition des Épodes de 1517.

### Livre I
Le premier livre réunit dix satires pour un total de 1 030 vers. L'inspiration est variée et les poèmes ne sont pas présentés dans l'ordre chronologique de leur composition. Emily Gowers est la première à proposer une « intrigue » continue pour le premier livre. Les trois premières satires, souvent caractérisées par des diatribes, forment un premier groupe dont le point commun est l'appel à la modération, tant en matière financière que sexuelle et morale. Le satiriste s'y fait assez discret, avant de parler en son propre nom dans la quatrième satire, où il présente des réflexions sur son modèle, Lucilius, et discute les qualités du bon poète. La cinquième satire est le récit d'un voyage vers Brindes fait en compagnie de Mécène, de Virgile et Varius. La sixième satire explore plus avant l'amitié qui lie Horace à Mécène. Les trois satires suivantes sont des anecdotes qui brossent le portrait de trois sortes de personnages fâcheux : des vétérans amers des guerres civiles, la magicienne Canidie et un arriviste importun. La dernière satire conclut sur une nouvelle comparaison avec Lucilius.

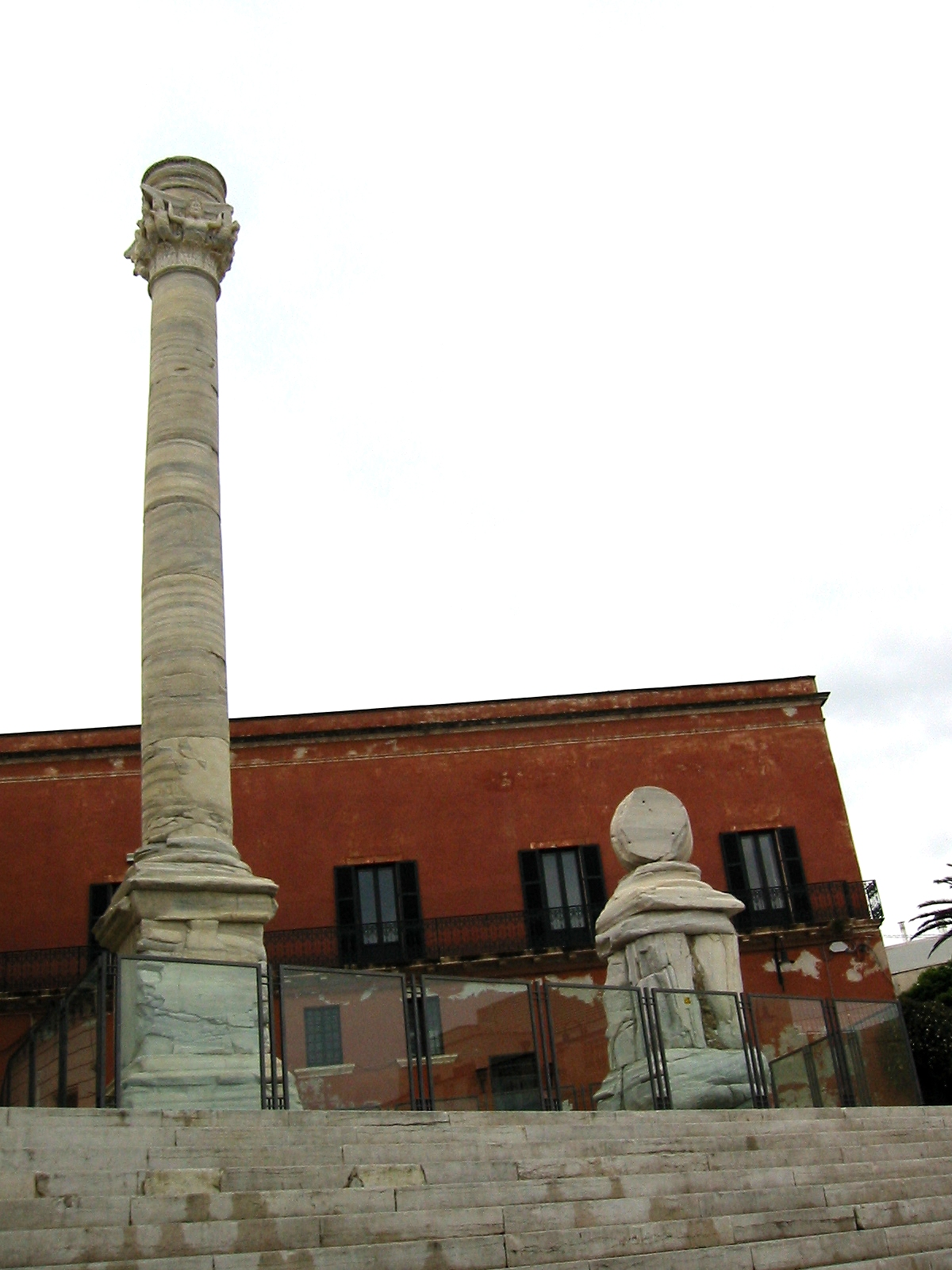
Les deux colonnes marquant la fin de la voie Appienne à Brindisi, destination du voyage raconté dans la cinquième satire du premier livre.

Satire 1. Cette diatribe de 121 vers évoque la foule des hommes qui ne sont jamais contents de leur sort. Après des tableaux d'avares et de dépensiers, Horace célèbre le juste milieu : il faut savoir s'arrêter quand on a ce qui suffit pour vivre.
Satire 2. Dans cette diatribe de 134 vers, Horace mentionne diverses personnalités qui ont défrayé la chronique mondaine par leurs aventures sexuelles et vante les avantages du plaisir simple d'une aventure avec une affranchie face aux dangers d'un adultère avec une matrone.
Satire 3. Cette diatribe de 142 vers évoque le chanteur Tigellius le Sarde, l'inconstance personnifiée, pour ensuite célébrer la bienveillance qui doit imprégner un homme quand il remarque les défauts de ses amis. Pourtant, contrairement à ce que disent les stoïciens, toutes les fautes ne se valent pas et doivent, si elles sont graves, appeler un châtiment sévère.
Satire 4.
Dans une causerie de 143 vers, le satiriste compare les qualités et les défauts de son prédécesseur Lucilius et en vient à présenter les caractéristiques d'un bon et d'un mauvais poète. La fin du poème rappelle l'éducation morale qu'Horace a reçue de son père.
Satire 5.
Ce récit de voyage de 104 vers montre Horace se dirigeant avec plusieurs amis, dont Mécène et Virgile, vers Brindes ; diverses mésaventures (incendie, servante aguicheuse et duel oratoire entre deux bouffons) ponctuent un récit badin et « parfois héroï-comique ».
Satire 6.
Dans une sorte d'épître de 131 vers adressée à Mécène, Horace remercie son protecteur qui lui a offert son amitié malgré son humble origine, après avoir remarqué ses qualités morales héritées de son père. Mais cette amitié n'est pas le fruit de l'ambition : Horace refusera toujours d'être candidat à une magistrature.
Satire 7.
Cette anecdote de 35 vers présente un duel oratoire en deux plaideurs devant Brutus ; il s'agit de la satire la plus courte et peut-être la plus ancienne du recueil.
Satire 8.
Dans cette satire bouffonne de 50 vers, une statue de Priape raconte une scène de magie dont elle a été le témoin dans l'ancien cimetière de l'Esquilin : Canidie et Sagana sont venues déterrer des ossements et utiliser des dagydes pour évoquer les morts.
Satire 9.
C'est une scène de comédie, proche du mime, de 78 vers, où le poète se montre marchant sur la Voie Sacrée, poursuivi par un bavard dont il n'arrive pas à se défaire et qui essaie, par Horace, d'arriver jusqu'à Mécène.
Satire 10.
Dans ce poème de 92 vers, Horace revient sur les questions touchant le genre de la satire. Il critique Lucilius, espère avoir réussi dans le renouvellement du genre et recevoir les éloges de ses amis, sans s'inquiéter de savoir si son recueil plaira à la foule.

### Livre II
Ses huit satires s'étalent sur 1 083 vers. Contrairement au premier livre, entièrement composé de monologues, six des satires du second livre se présentent comme de petites comédies, des mimes,. Font exception la deuxième pièce, dont les paroles d'un personnage sont cependant rapportées au style direct, ainsi que la sixième. La transition avec le premier livre est assurée par le premier poème, qui commente la réception des dix premières pièces. Les huit poèmes peuvent être appariés thématiquement : excès de la gastronomie (4 et 8), paradoxes stoïciens (3 et 7), simplicité de la vie rustique (2 et 6) ; les poèmes restants (1 et 5) peuvent être couplés par leur forme : Horace et Ulysse consultent leurs aînés, respectivement Trébatius et Tirésias.
Satire 1. Dans cette satire de 86 vers, Horace interroge le jurisconsulte Trébatius sur l'opportunité d'écrire de nouvelles satires. Ce dernier lui conseille d'être prudent et de se tourner plutôt vers l'éloge d'Auguste. Horace ne dit pas non, mais rappelle que Lucilius n'a pas été privé de l'amitié de ses amis haut placés à cause de ses railleries. Sous la forme d'une introduction au second livre, ce poème, certainement l'un des derniers composés, est plutôt une sorte d'adieu au genre satirique qu'Horace, désormais sûr de son succès et de l'amitié de Mécène, souhaite abandonner.
Satire 2. Dans ce poème de 136 vers, le poète rapporte les paroles d'Ofellus, riche propriétaire rural qui a été ruiné par les guerres civiles : il ne faut ni vivre dans le luxe quand on est riche, car la fortune a tôt fait de tourner, ni se condamner à l'avarice et à l'ascétisme. Sans ironie, ces préceptes épicuriens sont repris par Horace à son compte, alors que lui aussi possède une villa et tente d'apparaître comme un campagnard sage et sobre.

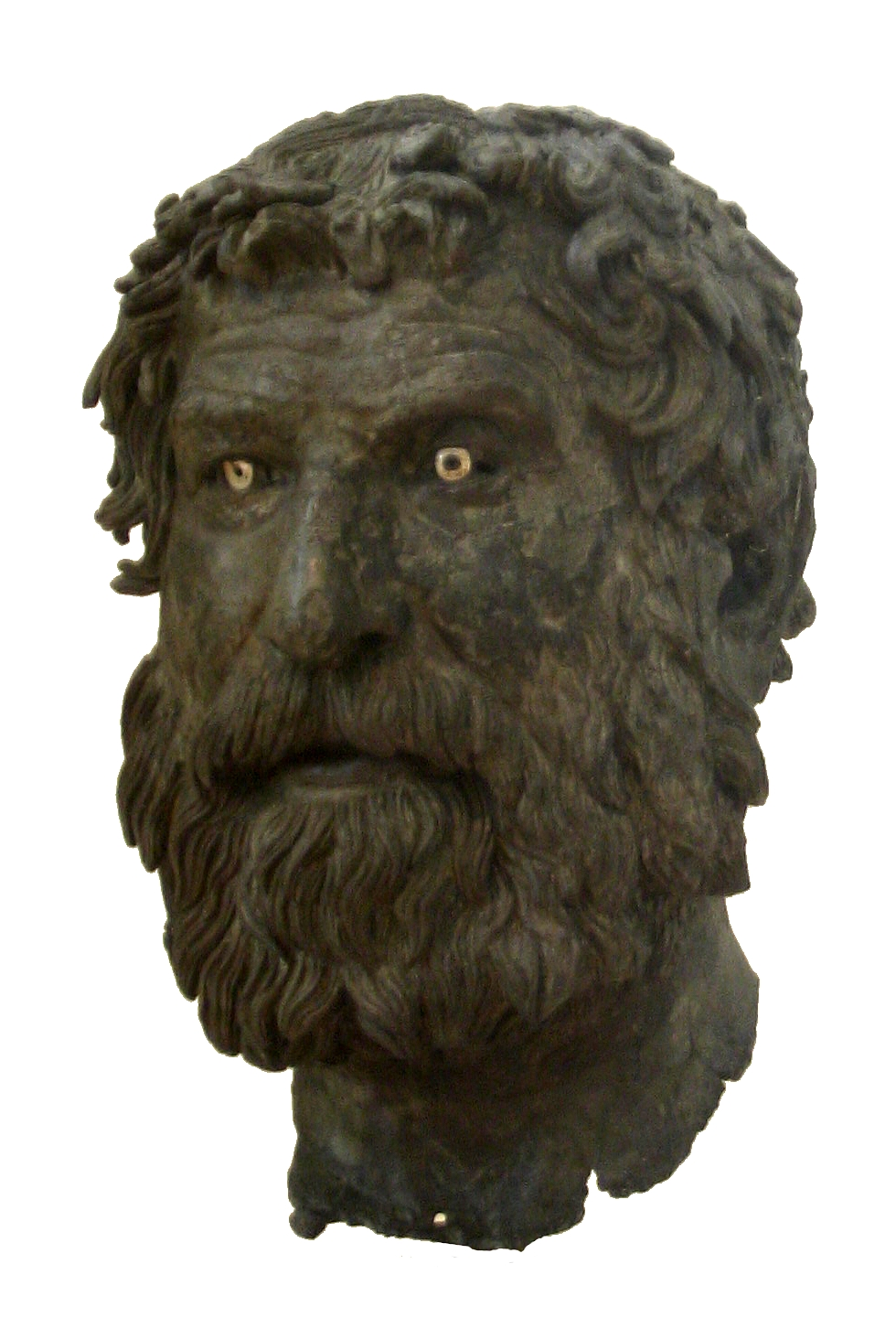
Puissent les dieux, Damasippe, […] te gratifier d'un barbier ! Statue d'homme, probablement un philosophe cynique, peut-être Bion de Borysthène, retrouvée près d'Anticythère en 1901 ; vers 240 av. J.-C., musée national archéologique d'Athènes

Satire 3. De beaucoup la plus longue du recueil avec 326 vers, cette satire met en scène Horace et Damasippe, un spéculateur ruiné récemment converti au stoïcisme par Stertinius. Damasippe expose alors différents points de la doctrine stoïcienne, notamment l'idée selon laquelle tous les hommes sont fous, sauf le sage, et un classement des vices en quatre passions principales, et conclut en se moquant d'Horace qui, voulant ressembler à Mécène, rappelle la grenouille qui se veut faire aussi grosse que le bœuf. Le poème, en forme de diatribe cynico-stoïcienne, permet au poète de dresser les portraits du néophyte et du philosophe populaire.
Satire 4. Cette satire de 95 vers montre Horace discutant avec Catius (personnage inconnu par ailleurs) qui apparaît comme le nouveau converti de quelque doctrine ésotérique ; pressé de questions, il en vient à détailler les préceptes de ce nouveau savoir : quelques détails mineurs de la gastronomie. Au-delà de la critique renouvelée du raffinement ridicule en cuisine, l'intention et la cible du poète dans cette satire ne sont pas très claires.
Satire 5. Cette parodie mythologique de 110 vers est un prolongement de la scène de nekuia (évocation des morts) du chant XI de l’Odyssée, où Ulysse consulte Tirésias. Le héros demande au devin comment réparer la perte de ses biens, et ce dernier lui donne différents conseils pour capter les héritages des riches vieillards. Malgré le cadre homérique, Horace expose avec une ironie mordante un sujet typiquement romain et contemporain.
Satire 6. Ce poème de 117 vers présente un Horace comblé, après que Mécène lui a offert une villa en Sabine. Loin des envieux et des importuns qui le harcèlent à Rome, il passe à la campagne de longues soirées avec des voisins agréables et simples ; il conclut cette comparaison en rappelant la fable du Le Rat des Champs et le Rat de Ville.
Satire 7. Dans cette pièce de tonalité cynique de 118 vers, l'esclave d'Horace, Davus, l'accuse d'être inconstant, lui qui loue la campagne quand il est à la ville, mais regrette les plaisirs de la ville quand il est à la campagne, d'être moins libre que lui et soumis aux passions. Quand, à la fin du poème, l'esclave dit au maître qu'il est incapable de vivre en paix avec lui-même, Horace s'énerve et coupe court à la discussion par des menaces, prouvant ainsi que l'esclave a touché juste.
Satire 8. Ce dernier poème, de 95 vers, montre Horace rencontrant Fundanius, qui lui raconte un dîner donné chez Nasidénius et auquel a assisté Mécène. L'hôte présente des plats très recherchés et assomme les invités de leur description ; mais les tentures tombent sur la compagnie, et Nasidénius, accablé de la tournure catastrophique que prend le dîner, s'en va en pleurant ; quand il revient avec un nouveau mets extraordinaire, tous les invités sont partis.

### Sources
Malgré leur familiarité et leur apparente spontanéité, les Satires présentent un fin « dialogue intertextuel » avec des références à une dizaine d'auteurs. Genre typiquement latin, son origine est peu claire et seuls des fragments nous sont parvenus des œuvres composées avant Horace. Le poète parle du « patron d'un genre encore informe et ignoré des Grecs, », c'est-à-dire du créateur de la satire, souvent identifié à Ennius ; comme nous ne possédons que trente et un vers des satires de ce poète, il est téméraire de chercher à savoir ce qu'Horace lui a emprunté. Les autres satiristes latins sont ignorés, comme Pacuvius, ou moqués, comme Varron d'Atax.

#### Lucilius
Le principal modèle des Satires est Lucilius, poète du IIe siècle av. J.-C., maître du genre : « Mon plaisir à moi, c'est d'enfermer des mots dans les pieds d'un vers, à la façon de Lucilius […] Je suis son exemple ». Ce modèle peut étonner, tant il est rare qu'un poète latin se réclame d'un autre poète latin. Il critique souvent son prédécesseur, si bien qu'il se sent obligé de se justifier du soupçon de malveillance. Horace n'a en effet qu'une estime limitée pour les anciens poètes latins, et les maladresses de Lucilius s'expliquent selon lui par l'absence de maître grec à imiter : Horace préfère modeler ses critiques sur Platon, Ménandre et Eupolis, dont il apporte les œuvres dans sa villa.
Pourtant, ce qui reste de l'œuvre imposante de Lucilius suggère une réelle parenté entre les deux poètes : Horace veut imiter l'œuvre et la personnalité de son modèle, et ne critique jamais l'esprit de son prédécesseur. La spécificité romaine du genre se retrouve dans la couleur locale, lors des pérégrinations dans Rome et dans le sud de l'Italie, que devait apprécier le lecteur romain. Lors de son voyage vers Brindes, il raconte les mêmes anecdotes que son prédécesseur lors de son voyage en Sicile :
| Broncus Bouillanus dente aduerso eminulo hic est rinoceros. | Ce prognathe de Bovillae, avec sa petite dent qui s'avance, est un vrai rhinocéros. |

| « Ĕ/quī tē ēssĕ fĕ/rī sĭmĭ/lēm dī/cō,. » | « Je dis que tu ressembles, toi, au cheval sauvage. » |

La séance judiciaire de la septième satire du premier livre se conclut par un bon mot, comme chez Lucilius. La composition de satires en hexamètre dactylique trouve également son origine chez Lucilius.
D'autres qualités, plus personnelles, communes aux deux poètes, ont pu rapprocher Horace de son prédécesseur : l'amitié qui l'inclut dans un groupe de poètes réunis autour d'une personnalité politique amatrice de poésie (Scipion Émilien pour Lucilius, Mécène pour Horace), l'absence d'ambition politique, le rejet de la foule, une urbanité délicate, mais aussi la mise en scène de soi. En effet, aucun modèle grec ne met en scène le poète comme le fait la poésie latine de Lucilius, l'ensemble de l'œuvre d'Horace, et les élégiaques latins après lui. Des personnages au comportement condamnable sont repris, et la liste en est augmentée : excentriques, chasseurs d'héritage, gladiateurs, usuriers, bouffons, bavards, nouveaux stoïciens, acteurs, parasites, plumitifs. Au-delà de la confidence amicale qui permet au poète de donner des informations sur lui-même, Horace reprend le registre sexuel et l'expression de sentiments intimes, comme l'agoraphobie. D'une manière générale, c'est tout le ton de la satire comme « conversation plaisante » qui imprègne les poèmes d'Horace.

#### Modèles grecs et romains
La plus ancienne référence est la reprise du Rat des villes et le Rat des champs, déjà présente chez Ésope. La satire d'Horace s'autorise aussi des habitudes de la diatribe cynique : tonalité autobiographique et invective piquante se retrouvent chez Bion de Borysthène (IIIe siècle av. J.-C.), revendiqué par Horace comme modèle, ainsi que la création d'un adversaire imaginaire et les fables animalières.
La tonalité comique et les saynètes dialoguées montrent l'influence de la comédie latine. Plusieurs références permettent de voir dans le poète comique Térence (IIe siècle av. J.-C.) le modèle des dialogues serrés et des personnages comiques typés qui apparaissent chez Horace. Un passage est même presque copié du début de L'Eunuque :
| Quid igitur faciam ? Non eam, ne nunc quidem quom accersor ultro ? An potius ita me comparem, non perpeti meretricum contumelias ? Exclusit ; revocat. Redeam ? Non, si me obsecret. | Que faire donc ? ne pas y aller, même à présent qu'elle m'appelle elle-même ? Ne vaudrait-il pas mieux me résoudre à ne plus supporter les affronts de ces créatures ? Elle m'a fermé sa porte, elle me rappelle… et j'y retournerais ? Non, dût-elle m'en supplier. |

| « Nēc / nūnc, cūm / mē uŏcĕt / ūltrō, āccēdam ? / ān pŏtĭ/ūs mĕdĭ/tēr fī/nīrĕ dŏ/lōrēs ? Ēxclū/sīt, rĕuŏ/cāt ; rĕdĕ/ām ? nōn, si ōbsĕcrĕt. » | « Même en ce moment, alors que, d'elle-même, elle m'appelle, je n'irai pas chez elle ? Mais ne faut-il pas plutôt songer à terminer mes tourments ? Elle m'avait congédié, elle me rappelle ? Et je reviendrais ? Non, pas même si elle me suppliait. » |

Au-delà de Térence, mais aussi, dans une moindre mesure, de Plaute, Horace place son œuvre dans la tradition d'une littérature orale et indigène. Son voyage à Brindes le fait passer par Atella, ville d'origine de la comédie atellane. Il y redécouvre « le sel et le vinaigre » de l'invective.

#### Inspiration de satires particulières
Enfin, en plus de parallèles précis avec des fragments de Lucilius, les chercheurs ont pu déceler des modèles pour certaines satires en particulier. Ainsi, la description des plats luxueux de la satire II, 4 peut être en partie empruntée à l’Hedypatheia d'Archestrate (IVe siècle av. J.-C.), poème sur les friandises, déjà adapté en latin par Ennius. L’Odyssée (II, 5) est certainement déjà parodiée par Timon de Phlionte (Les Silles, IIIe siècle av. J.-C.) et Ménippe de Sinope réécrit plus particulièrement la nekuia.

## La redéfinition d'un genre

### Une nouvelle satire
La satire est, avant Horace, un genre très libre, « désinvolte et désordonné » qui accepte une grande variété de sujets et toutes les formes : aucun standard de longueur, de composition, de métrique, ne s'impose. Le poète peut s'y exprimer autant avec retenue qu'avec franc-parler, finesse ou crudité. C'est un genre considéré comme mineur, qui est propice à l'expression d'une vision personnelle. À l'inverse du prolifique Lucilius, Horace en limite l'extension : il conclut la première satire par « je n'ajouterai pas un mot de plus » et le premier livre par « Va, garçon, dépêche-toi d'ajouter ces vers à mon petit livre. » Les poèmes sont nets et bien délimités, et les récits ramassés en peu de mots.
C'est à Lucilius qu'on doit l'essence satirique de la satire, où il atteignait fréquemment l'outrage. Horace, quant à lui, évite la grossièreté et le développement de sujets trop grivois que pratiquait son prédécesseur, dont une satire était par exemple intitulée « Le Bordel » ; cet adoucissement est encore plus sensible dans le second livre. Horace reproche aussi à son modèle d'avoir préféré la quantité à la qualité et employé dans des poèmes latins des mots grecs, mais aussi gaulois, osques, étrusques et ombriens ; Horace préfère traduire le vocabulaire épicurien en latin, suivant ainsi les innovations de Lucrèce et Cicéron. Enfin, il pratique largement l'autocensure. Le climat politique difficile et changeant qui occupe les années de la composition et de la publication du recueil, c'est-à-dire les années 30 av. J.-C., ainsi que son statut parfois inconfortable d'ancien républicain, interdisent au poète une satire franche, nerveuse et moqueuse comme en écrivait Lucilius : les attaques d'Horace sont inoffensives et, dans le livre II paru après la victoire finale d'Auguste, principalement dirigées contre lui-même.

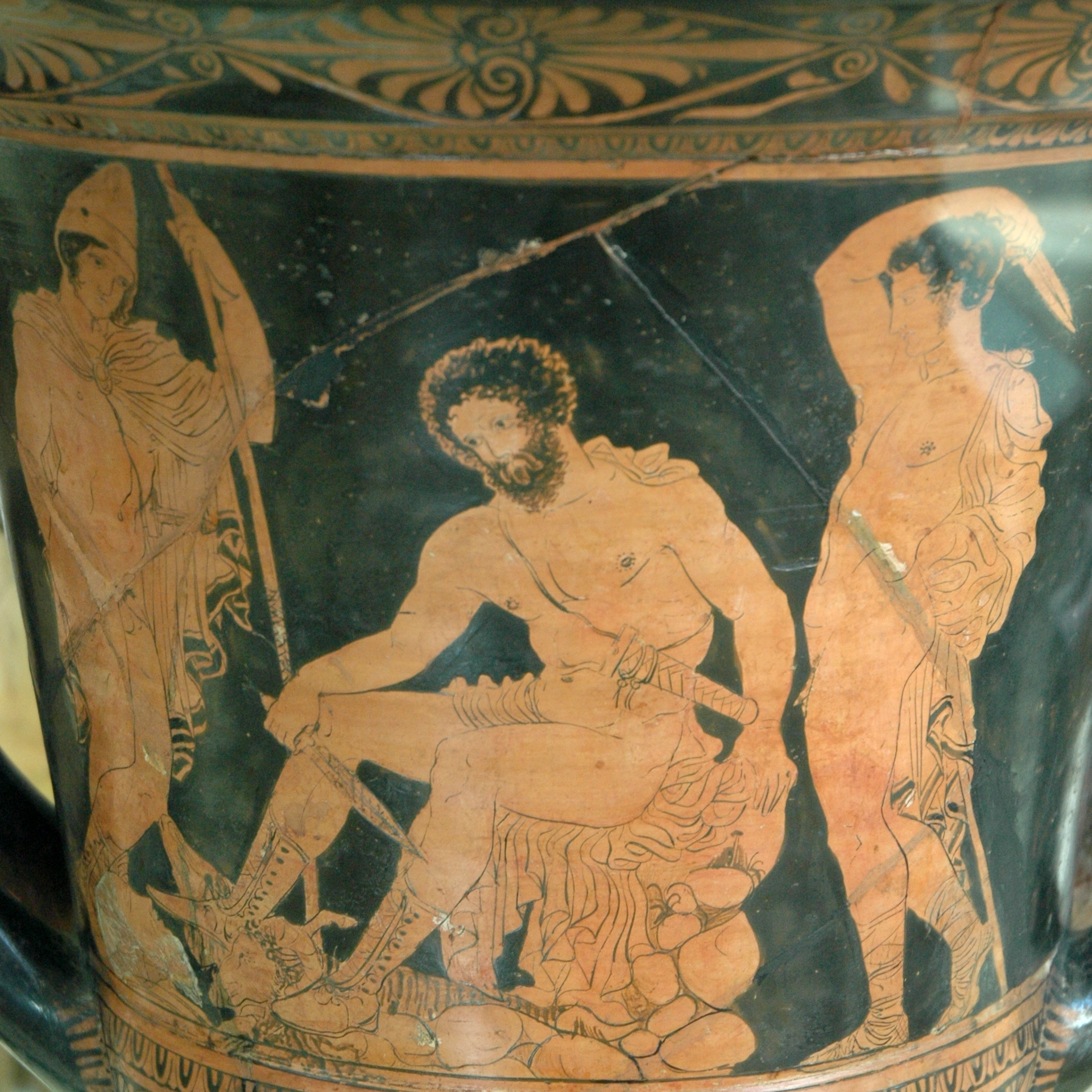
Nekuia (νέκυια): Ulysse sacrifie un bélier pour invoquer l'âme du devin Tirésias, scène tirée de l’Odyssée (chant X), reprise dans la satire II, 5 ; cratère lucanien, vers 380 av. J.-C., bibliothèque nationale de France.

### Cibles de la satire
Les personnages mentionnés dans les Satires sont nombreux et d'une grande variété : contemporains, souvent inconnus par ailleurs, faute de source ; personnages réels anciens, parfois repris de Lucilius ; figures mythologiques ; personnages typiques de la comédie ; et des noms qui paraissent être les pseudonymes de personnages réels, difficiles à identifier. Parmi ceux qui sont attaqués par le poète, très peu sont des personnages importants, et aucun contemporain n'a de rôle politique. D'autre part, les personnages pris à partie sont moins nombreux dans le second livre, soit que la part de l'autocritique augmente, soit qu'Horace, désormais bien établi dans les cercles du pouvoir, contemple les vices de ses contemporains d'une manière moins individuelle.
Enfin, il ne faut pas oublier que le poète se moque aussi de lui-même, directement comme dans le récit des déboires du voyage à Brindes, ou par la bouche de contradicteurs, comme son esclave.

### Métrique
La composition intégrale en hexamètres dactyliques vient de Lucilius : ses devanciers grecs incitaient plutôt Horace à composer en iambes ou en distiques élégiaques. C'est même le style de l'hexamètre de Lucilius qui est imité, rude, irrégulier, et qui ne tient pas compte des innovations introduites entretemps par Lucrèce. Le vers est souvent dur, avec de nombreux spondées :
| …ālbīs / īnfōr/mēm spēc/tābānt / ōssĭbŭs / āgrŭm. | … le triste spectacle d'un champ déparé par les ossements blanchis… |

Cependant, Horace limite le nombre d'élisions à deux par vers, rarement trois et exceptionnellement quatre, et donne ainsi plus de clarté à son vers que Lucilius qui se permet jusqu'à cinq élisions.
Pourtant, Horace a conscience que la métrique ne suffit pas à donner à sa production une réelle valeur poétique : « je me retrancherai, pour ma part, du nombre de ceux que je reconnaîtrai poètes ; car, pour l'être, tu ne saurais dire qu'il suffise de remplir la mesure du vers ». Les Satires sont donc plus proches d'une conversation quotidienne versifiée, d'une prose mise en mètres.

### Langue parlée et langue épique
À l'imitation des dialogues comiques de Térence, Horace introduit dans ses Satires de nombreuses questions et des interruptions, et brise ainsi le rythme du vers. L'expression se rapproche de la langue de la rue, telle qu'elle est pratiquée par le comique Plaute avant lui, Pétrone plus tard, ou encore Cicéron dans sa correspondance familière. La vivacité du discours est relevée par des enjambements et des fins de vers monosyllabiques. La grande légèreté de la langue permet une rapidité qui dynamise récits et dialogues et confère à certaines scènes la qualité d'un « drame miniature ».
Par contraste, cette présence du sermo cotidianus (« conversation de tous les jours ») est renforcée en plusieurs endroits par l'emploi d'un style épique, bien différent de la bouffonnerie ambiante.
| Iām / nōx īn/dūcĕrĕ / tērrīs ūmbrās / ēt caē/lō dīf/fūndĕrĕ / sīgnă pă/rābăt ; tūm pŭĕ/rī naū/tīs, pŭĕ/rīs cōn/uīcĭă / naūtae īngĕrĕre. | Déjà la nuit s'apprêtait, sur la terre, à étendre ses ombres et à semer le ciel de constellations. Alors, des esclaves aux mariniers, des mariniers aux esclaves, clameurs de voler… |

Mètre de l'épopée, l'hexamètre permet ce glissement vers le registre héroï-comique : la Muse n'est pas invoquée, elle est sommée de parler. La cinquième satire du second livre est cependant la seule à mettre en scène deux personnages épiques, Tirésias et Ulysse, tout en les plaçant dans un cadre sociétal typiquement romain et contemporain d'Horace.

## Morale

### Modération
Le thème commun aux sujets très divers traités dans les Satires est une morale de la modération et du contentement de soi, alors que bien peu de gens peuvent s'affirmer heureux. Plusieurs poèmes peuvent être lus comme des manuels de « survie morale » dans une Rome qui n'est plus républicaine : il faut savoir demander peu, se contenter de ce qui est donné et se préserver. Ce rejet des excès est marqué par de nombreuses images empruntées à la médecine : poison, morsure, lacération ; le poète cherche à purger la société des humeurs qui l'infectent. Ils sont aussi représentés par des personnages types aux noms transparents, comme Maltinus l'efféminé, dont le nom vient de malta (bellâtre efféminé). Trois forces menacent la paix de l'âme : l'argent, le sexe et le pouvoir.

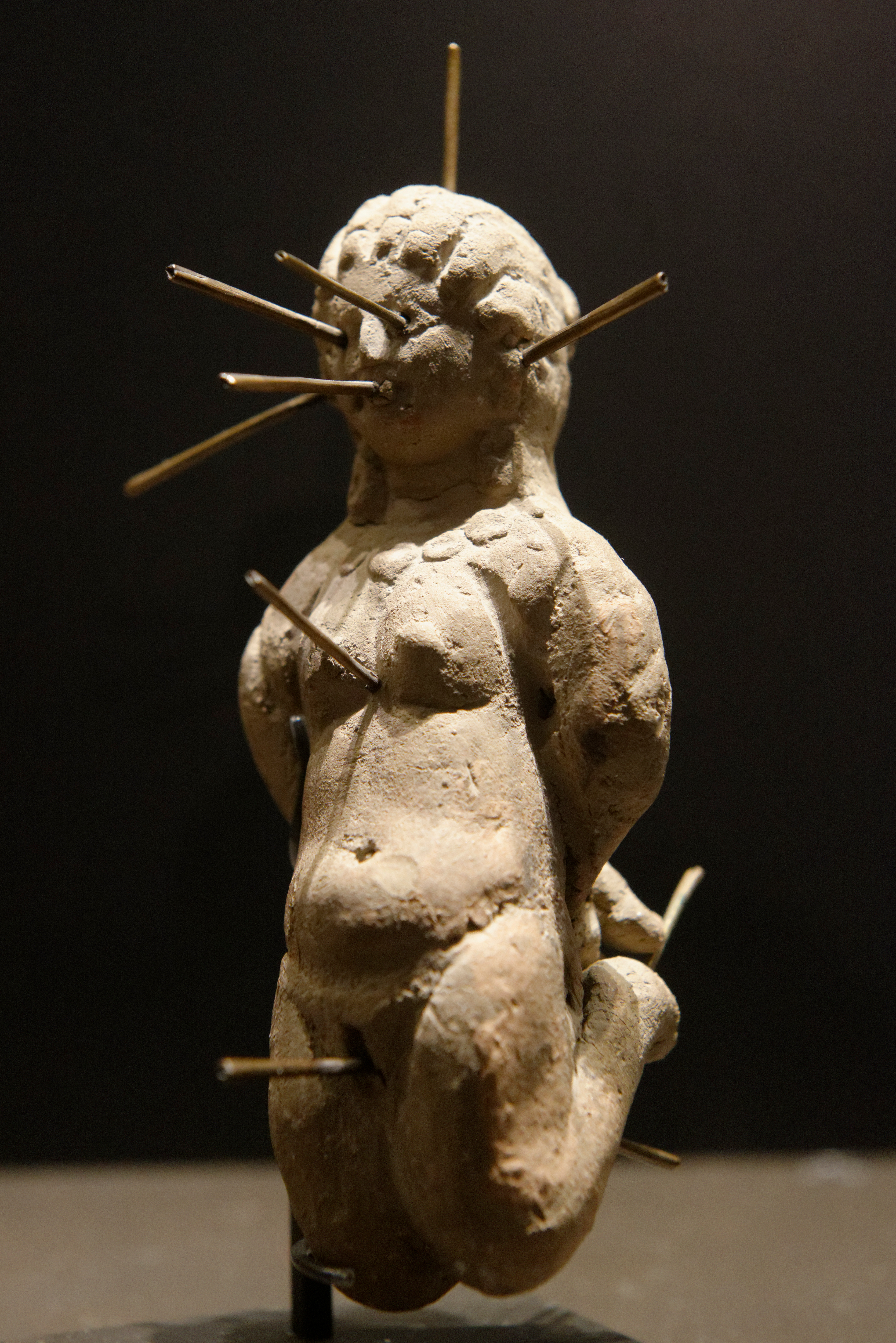
Dagyde en argile, percée de treize épingles de bronze, similaire à celle utilisée par Canidie. Cette poupée a été retrouvée dans un vase de terre avec une tablette de défixion ; IV, Égypte, Musée du Louvre.

L'avare est tenu à la fois par l'avarice proprement dite, c'est-à-dire la volonté d'augmenter ses richesses, et l'envie, le désir d'en avoir plus que les autres : passer du temps à gagner de l'argent, c'est, pour Horace, gaspiller son énergie. Ces deux défauts sont à l'origine du malheur de l'avare. L'avarice est aussi blâmable que l'extravagance, ou l'ambition, qui conduit à l'indulgence envers soi-même et à l'infatuation. Quant à celui qui essaie de capter les héritages des vieux célibataires, ses vices rejaillissent sur sa victime, à peine moins coupable que lui : envie et avarice, mais aussi orgueil, paresse et luxure.
La nourriture aussi donne lieu à des excès : la gloutonnerie et, à l'inverse, un raffinement extrême dans le choix des mets et des vins qui s'approche du ridicule. Les quatrième et huitième satires du second livre présentent des exemples de ces recherches culinaires prétentieuses et de théories aussi douteuses qu'ineptes, comme la forme des œufs qui détermine le sexe des poussins et donc le goût des viandes. Les préférences culinaires sont présentées comme des dogmes acquis auprès d'un maître à penser par un converti zélé. Elles sont offertes aux invités avec un luxe ostentatoire ridicule. Ce luxe n'exclut d'ailleurs pas l'avarice : l'hôte de la satire II, 8, tout en servant des plats chers et inédits, pâlit quand les invités redemandent à boire. Ce type de comportement est, pour Horace, la marque des parvenus.
La passion amoureuse est une autre source de comportements excessifs. C'est par amour que la magicienne Canidie en vient à fouiller les tombes et à utiliser des dagydes. L'amoureux est plus insensé qu'un enfant. Le sexe peut devenir un poison pour qui s'y adonne sans retenue.
L'arme de ces fats et de ces excessifs est la logorrhée. Car la modération se traduit autant par une circonspection dans le langage que dans le comportement, alors que les exemples de bavards abondent (stoïcien pompeux, chanteur insistant, poète prolifique comme Lucilius) et qu'un langage pédant sort de la bouche de plusieurs prétentieux, comme le gourmet de la satire II, 4. Le poète met lui-même en pratique ce précepte, et ses conseils se trouvent souvent, notamment dans le livre II, dans la bouche de ses interlocuteurs.

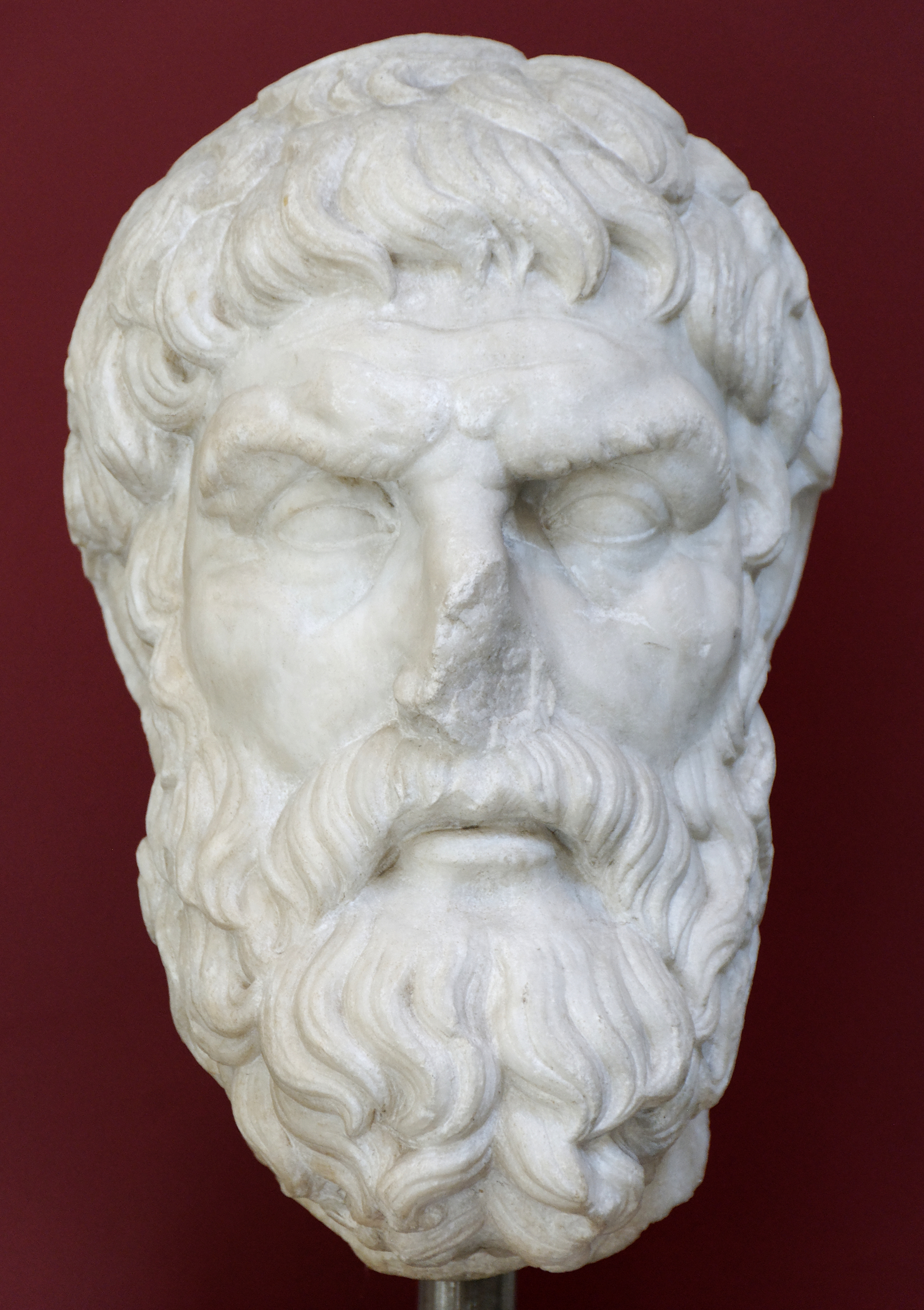
Épicure ; marbre, copie romaine du Ier siècle, d'après un original grec du, musée national romain, palais Massimo alle Terme.

### Écoles philosophiques
C'est dans cette intention de promotion de la modération que prennent place les références aux philosophies grecques. Il est malaisé de classer Horace dans une école, lui qui revendique son indépendance tout au long de ses œuvres, et cette philosophie de la modération est commune à l'épicurisme, au cynisme et au stoïcisme. Horace se contente de condamner les excès de ces écoles, le paradoxe stoïcien de l'égalité de toutes les fautes comme l'aspect antisocial des cyniques. C'est surtout la description des « nouveaux convertis », trop zélés, qui participe d'une attaque contre le stoïcisme : l'apprenti stoïcien de la satire II, 4 révère les secrets enseignements du maître comme ceux d'un mystère religieux. Les sujets qu'Horace se plaît à discuter dans sa villa, communs à Socrate, Aristote et aux stoïciens, sont ceux « qui nous touchent plus directement et qu'il est mauvais d'ignorer : si les richesses ou la vertu donnent aux hommes le bonheur souverain ; quel est le mobile des amitiés, l'intérêt ou le bien moral ; quelle est la nature du bien, et quel en est le degré suprême. »
Pourtant, des choix philosophiques plus précis peuvent apparaître. L'idée que le maître n'est pas plus libre que l'esclave, puisqu'il souffre des mêmes passions, est plutôt cynique. La classification des quatre grandes passions est un héritage du stoïcisme. Mais c'est Épicure qui marque le plus l'œuvre : « quand me sera-t-il permis de demander tantôt aux livres des anciens, tantôt à la sieste et aux heures paresseuses de me faire savourer le doux oubli d'une vie inquiète ? »

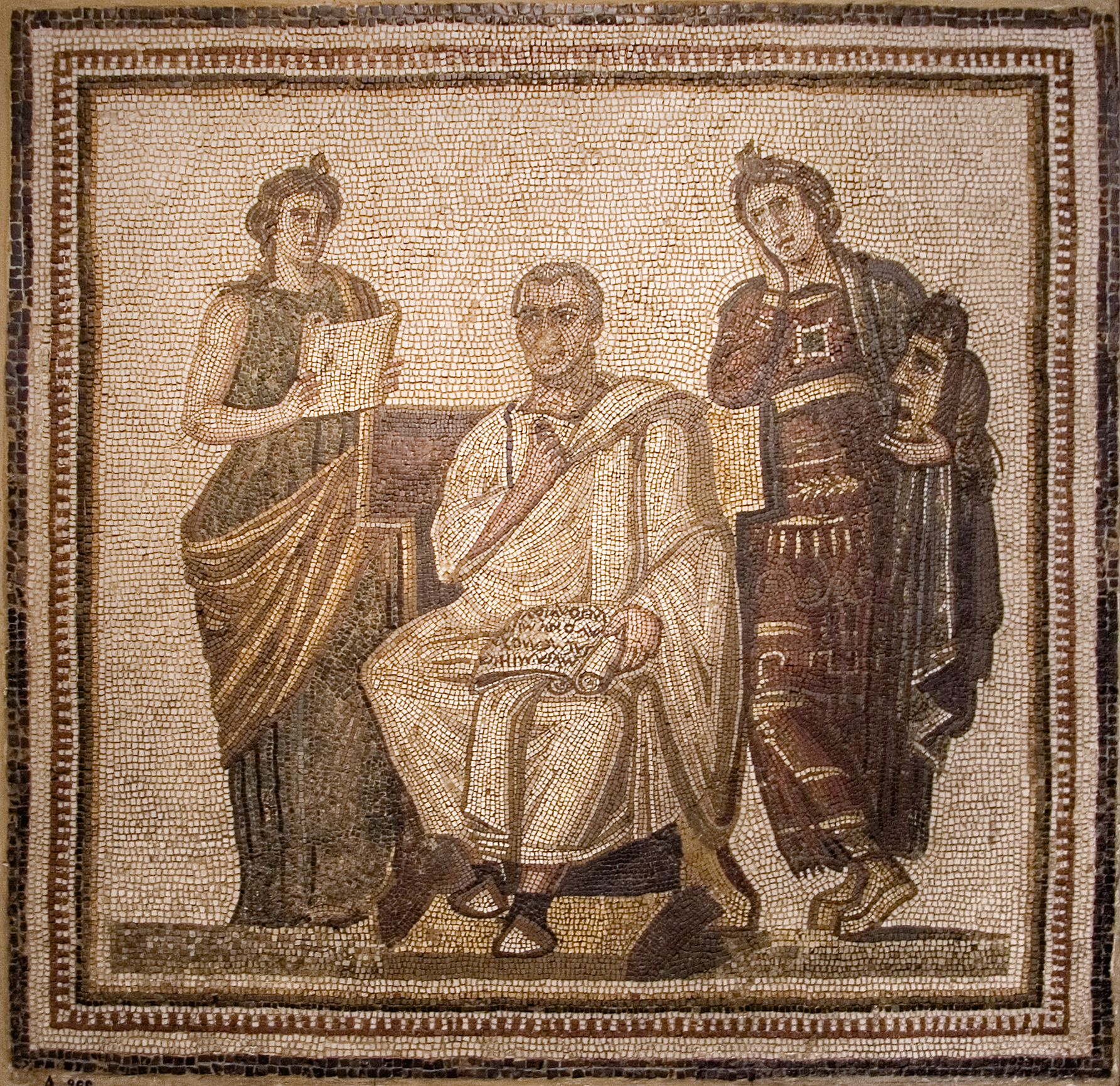
Virgile, personnage de la cinquième satire du premier livre, ami qui introduit Horace dans le cercle de Mécène ; mosaïque du IIIe siècle, musée du Bardo, Tunisie.

## Représentations du poète

### Éléments autobiographiques
Les Satires comprennent de nombreuses informations sur la jeunesse du poète (sa naissance à Venose, son éducation à Rome, son origine sociale) et son cercle d'amis (sa rencontre avec Mécène, sa fréquentation de Virgile et Varius, le cadeau de la villa de la Sabine). L'ensemble de ces renseignements forme « une sorte de narration autobiographique » qui montre le poète intégrer peu à peu le cercle de Mécène. il est possible qu'Horace apporte ces précisions pour faire taire ceux qui l'accusaient de cultiver une amitié intéressée au service de son ambition. La mention de sa participation à la bataille de Philippes contre Auguste tend à montrer qu'il ne renie pas son passé mais reconnaît les erreurs qu'il a commises pour mieux tourner la page.

### Autoportrait
À l'exception de la scène dans le jardin de l'Esquilin et de la parodie mythologique, Horace est toujours présent, et plusieurs fois le personnage principal des Satires. Il ne se distingue pas complètement de la foule des excentriques présents dans son poème : lui aussi a vécu, dans son passé, une vie dans les bordels et les thermes à l'hygiène douteuse, au milieu des bouffons et des prostituées. La représentation comique de son corps, parfois malade, se concentre sur les parties les moins nobles : problèmes de digestion, aine, conjonctivite. Damasippe et Dave, les interlocuteurs des satires 3 et 7 du second livre, brossent aussi un portrait sombre du poète, peu cohérent avec lui-même et irascible.
Tout au long du premier livre, une tension règne entre les deux attitudes du poète, à la fois solitaire anonyme au milieu de la foule, et ami élu de Mécène. C'est sa personnalité, faite d'humilité et de sincérité, qui est à l'origine de sa réussite sociale. Ces qualités, qui ont été reconnues par Mécène, Horace les doit à son père, affranchi mais dont il « ne saurai[t] rougir », et qui lui a fait donner une éducation digne de la plus haute noblesse. À aucun moment Horace n'est gêné par l'humble origine de son père, et il condamne ceux qui en éprouvent de la honte. De la même manière, il dénigre la carrière publique, qui n'est pas faite pour lui, et qui lui apparaît plus comme un fardeau que comme une chance. C'est encore son père qui lui a fait ressentir le bonheur d'une vie libre, sans ambition, et c'est Mécène qui la lui a rendue possible.
| ūt mē / cōnlaū/dēm, si ēt / uīuō / cārŭs ă/mīcīs, caūsă fŭ/īt pătĕr / hīs, quī / mācrō / paūpĕr ă/gēllō nōlŭĭt / īn Flā/uī lū/dūm mē / mīttĕrĕ / māgnī quō pŭĕ/rī mā/gnīs ē / cēntŭrĭ/ōnĭbŭs / ōrtī laēuō / sūspēn/sī lŏcŭ/lōs tăbŭ/lāmquĕ lă/cērtō ībānt / ōctō/nōs rĕfĕ/rēntēs / Īdĭbŭs / aērĭs ; sēd pŭĕ/rum ēst aū/sūs Rō/mām pōr/tārĕ dŏ/cēndŭm ārtīs/ quās dŏcĕ/āt quī/uīs ĕquĕs / ātquĕ sĕ/nātōr sēmēt / prōgnā/tōs. | …si, pour faire mon propre éloge, je suis cher à mes amis, je le dois à mon père, qui, pauvre d'un maigre petit bien ne voulut pas m'envoyer à l'école de Flavius, où les nobles enfants issus des nobles centurions, leur boîte à casier et leur planchette suspendues à l'épaule gauche, allaient, payant aux Ides huit écus de bronze. Dès mon enfance, il ne craignit pas de me transporter à Rome pour m'y faire donner l'instruction qu'un chevalier, un sénateur ferait donner à sa progéniture. |

Horace oppose son propre portrait, ventripotent et maladroit, à celui de Mécène, délicat et fin ; l'un et l'autre partagent pourtant un certain détachement et une forme de laconisme. L'autoportrait moral est tout aussi nuancé : « pur et sans reproche », mais « entaché de défauts médiocrement graves et en petit nombre ».

### Le bon et le mauvais poète
L'autoportrait et les discussions littéraires de certaines satires permettent de saisir ce que sont pour Horace un bon poète et, à l'inverse, un mauvais poète. Ce dernier est graphomane : il écrit jusqu'à deux cents vers par heure, étale ses poèmes sur de nombreux parchemins, rechigne au long travail de polissage des vers. Il souhaite à tout prix trouver un libraire et assomme de ses productions le premier venu. Il souhaite plaire à la plèbe. Horace cible en particulier les « cantor[es] » (littéralement « chanteurs », mais ici plus certainement « chefs de troupes de chanteurs et danseurs ») comme Hermogène, inculte mais lecteur de poésies dont il nourrit ses spectacles, défenseur des vieux poètes latins qui sont son fonds de commerce.
Horace, au contraire, travaille beaucoup et produit peu : il « lime » ses vers « mieux polis et plus coulants » que ceux du plumitif prolifique ; il ne « réclame du parchemin [pas] quatre fois dans l'année entière ». Il ne s'intéresse pas à la foule, ne souhaite pas participer aux lectures publiques et se satisfait de quelques lecteurs seulement.
Cette opposition inscrit Horace dans la querelle de l'asianisme et de l'atticisme. Dans le premier camp, des auteurs prolifiques fournissent au peuple et aux maîtres d'écoles de longues œuvres destinées à rapidement sombrer dans l'oubli ; Horace y  range Marcus Furius Bibaculus, Antimaque de Colophon, Hortensius, Varron, mais aussi Cicéron. Les atticistes, appelés aussi alexandrins latins, composent en de longues années de labeur des œuvres rares et délicates qui traverseront les siècles : Horace rejoint ainsi Catulle, ainsi que Calvus et Cinna.

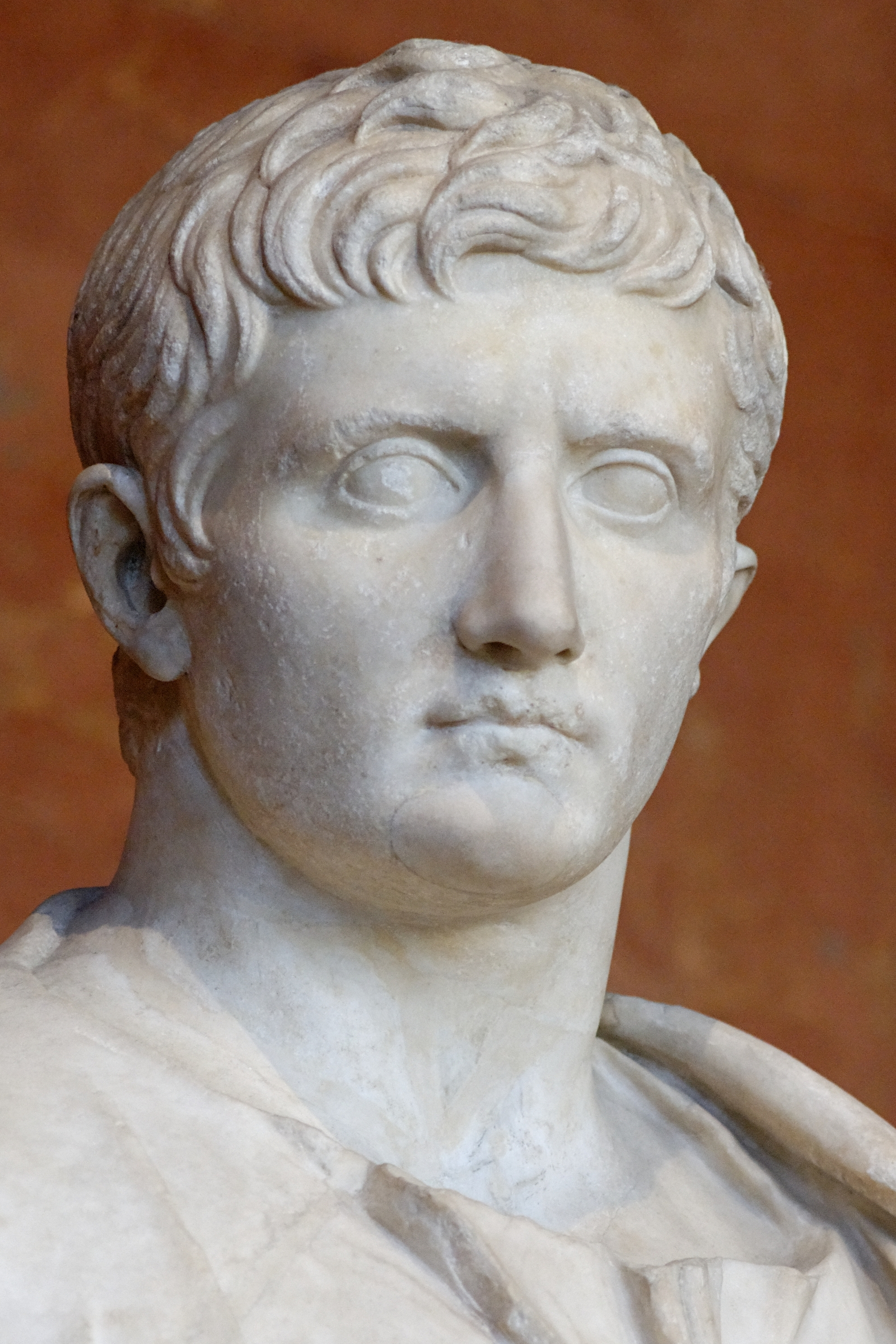
Auguste jeune, années 20 av. J.-C. ; Musée du Louvre.

## Pouvoir, patron et public

### Adoucissement de la satire
La satire se prête aisément à l'invective politique, et il n'est pas étonnant de constater qu'elle a fleuri sous la République. Pourtant, le contexte politique des années 30 av. J.-C. invite Horace à réorienter ses critiques sur des aspects éthiques et esthétiques.
Comme l'explique Emily Gowers, son « attitude à l'égard de la politique est déterminée par l'instinct enraciné de se garantir » . La part de la politique dans le recueil final est donc minime : Octave n'est nommé qu'une fois et une brève louange lui est adressée ; Horace refuse expressément de faire, pour le moment, l'éloge de César. Les sujets d'actualité (édilité d'Agrippa en 33 av. J.-C., distributions de terres aux vétérans) ne sont mentionnés qu'en passant, et sans qu'une opinion soit exprimée. Pourtant, un écho des luttes du second triumvirat se fait parfois entendre : la cinquième satire du premier livre raconte un voyage vers Brindes en compagnie de Mécène pour aller négocier une réconciliation entre Octave et Marc Antoine. Horace affirme n'y avoir qu'un rôle mineur, et centre son poème sur la camaraderie et les inconvénients du voyage.
Certes, Horace n'hésite pas à rappeler qu'il a participé aux guerres civiles dans le camp de Brutus, mais c'est surtout pour attaquer une dernière fois son ancien chef en suggérant son côté royal, à l'opposé des idéaux républicains que l'assassin de César professait. Mais l'heure est au pardon et à l'union : l'amitié entre Horace et Mécène, autrefois ennemis sur le champ de bataille de Philippes, symbolise la réconciliation entreprise par Auguste.

### Au plus près du pouvoir
La relation à Mécène, à la fois ami sincère et patron, n'est pas sans poser des questions sur le prestige social que ce lien confère à Horace. Il insiste donc sur son mérite : l'amitié de Mécène, il ne la doit ni à sa fortune, ni à un « père illustre », mais à la « netteté de [sa] vie et [de son] cœur ». Il précise également qu'il s'agit d'une vraie relation d'amitié, et non d'une simple relation de clientèle. Il ne saurait trop célébrer cette qualité rare de Mécène qui, malgré sa haute naissance et sa proximité du pouvoir, sait reconnaître les hommes qui ont une vraie valeur. Les deux amis ne sont pas seuls : c'est tout un cercle d'amis, compagnons du voyage à Brindes de la cinquième satire du premier livre, au sein duquel Horace évolue. Dans le second livre du recueil, Horace est à l'abri des critiques : sa proximité avec le pouvoir le protège des attaques dont il pourrait être la cible.

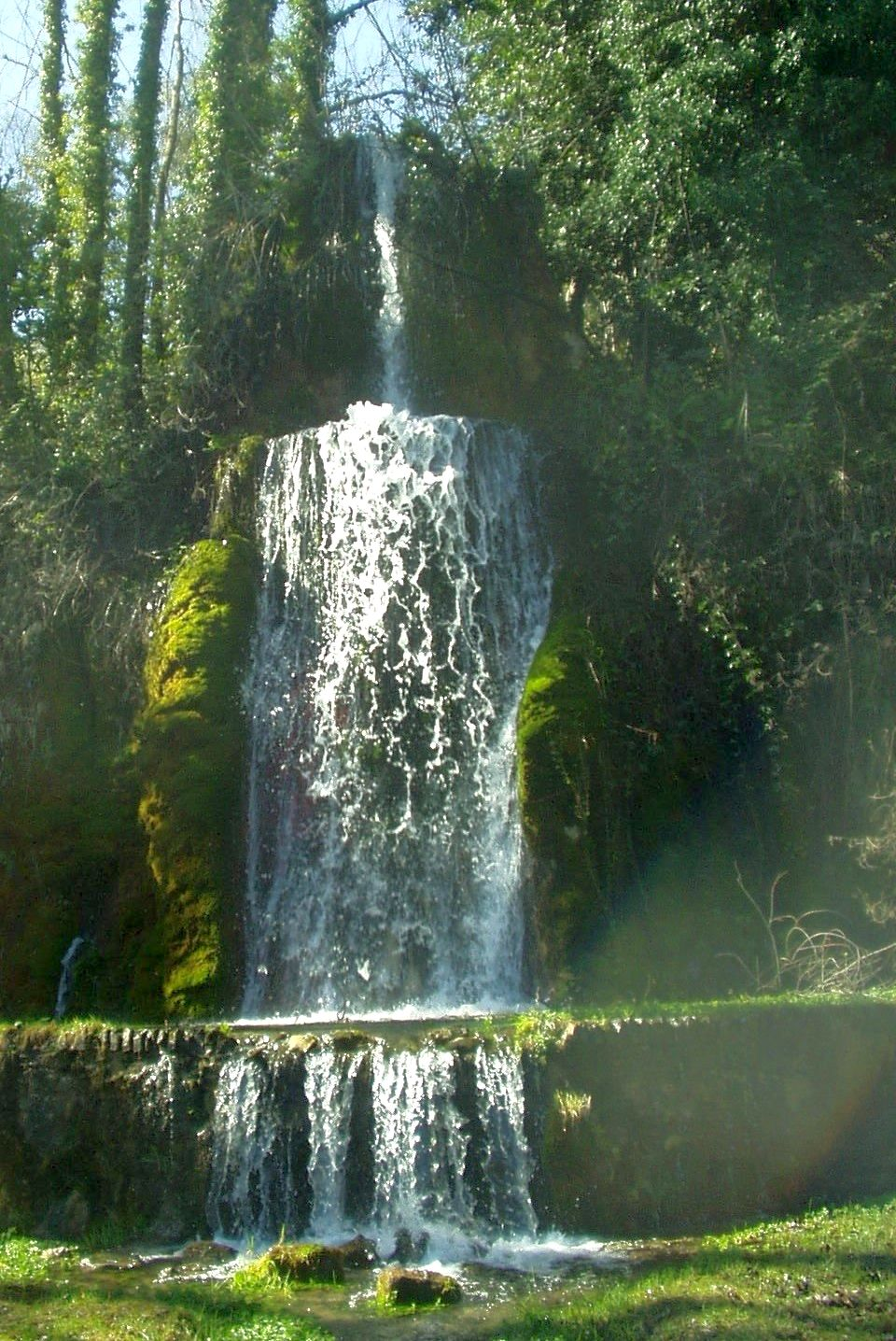
La fontaine de Bandusie, une fontaine d'eau vive voisine de [m]a maison, dans le village de Licenza où se situe la villa d'Horace.

Pourtant, la proximité avec Mécène n'a pas que des avantages : elle donne au poète un statut social privilégié qui provoque l'envie. On sollicite son entremise pour accéder à Mécène et aux cercles du pouvoir ; on tente de lui soutirer des exclusivités sur les décisions politiques à venir ; on moque son ambition, comme celle de la grenouille qui voudrait se faire aussi grosse que le bœuf. Rome paraît donc associée aux inconvénients de connaître Mécène et à la pression sociale. C'est dans ce contexte qu'Horace remercie son protecteur de lui avoir offert une villa en Sabine, près de Tibur : elle n'est « pas trop grande », mais, dit-il, « ma fortune présente me plaît et me suffit. » Comme le rat des champs de la fable, Horace préfère la tranquillité et la frugalité de son domaine à l'agitation de Rome. La description des ennuis liés à son statut social institue en outre une connivence avec les personnes de son cercle, sujettes au même fléau, connivence elle-même signe de sa réussite sociale.

### Le poète et son public
L'attention que porte Horace à la réception de ses poèmes est constante dans l'œuvre, mais plus marquée encore dans le second livre ; dès les premiers vers, il reprend les critiques contraires qui lui ont été faites : « trop d'âpreté », « sans nerf ». Il se représente aussi comme écoutant ses interlocuteurs : « ce langage n'est pas de moi », « tu écris rarement » (c'est Damasippe qui s'adresse à Horace). Le poète prend ainsi ses distances avec le personnage qu'il incarne, et se place volontiers à côté du public dans le rôle de spectateur, établissant ainsi une vraie complicité avec lui. Les critiques des vices sont placées dans la bouche de ses interlocuteurs. Cette distance permet le développement d'une ironie qui détache le poète de la troupe des bouffons qu'il décrit : il s'amuse de leurs agissements tout en les condamnant. Cette attitude atteint son extrême dans la satire II, 5, où Horace disparaît complètement du tableau mythologique qu'il raconte, et se place ainsi aux côtés de l'auditeur/lecteur.

## Réception et postérité
Dans les derniers poèmes du recueil, une inspiration religieuse inédite, avec notamment la prière à Mercure de la sixième satire du second livre, montre déjà la voie lyrique adoptée dans le recueil suivant, les Odes. Horace retrouve une dizaine d'années plus tard son rôle de moraliste en publiant les Épîtres, qui témoigne d'une personnalité plus apaisée et moins passionnée qui a renoncé à la satire. Quintilien place Horace moins haut que Lucilius dans la satire, mais trouve qu'il « est beaucoup plus châtié et plus pur, et excelle principalement dans la peinture des mœurs. »

### Imitateurs en latin: de l'Antiquité auXVIIesiècle
Les satiristes postérieurs n'oublient pas de mentionner « Horace, ingénieux, caressant et moqueur, [qui] nous fait rire et nous blâme, et joue autour du cœur » et de l'écorcher au passage : pour Perse, il « se raille du peuple à sa barbe » ; il est privilégié grâce à son patron pour Juvénal qui voit ses volumes vieillir sous la suie dans les écoles.

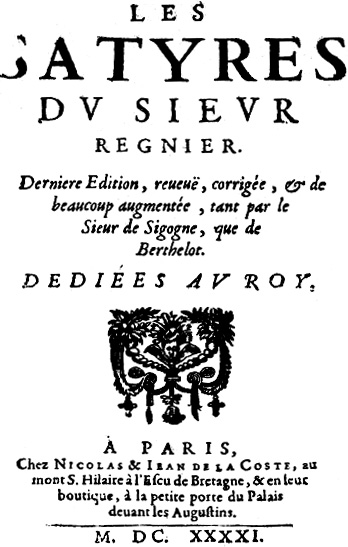
Une réédition des Satires de Mathurin Régnier, imitées d'Horace, parue à Paris en 1631.

Au Moyen Âge, Horace fait partie de toute formation scolaire ; les Satires y occupent une place importante, puisqu'elles permettent un enseignement moral simple et une pratique grammaticale plus accessible que d'autres œuvres. Horace est imité par Sextus Amarcius qui compose vers 1050 des Sermones en quatre livres (soit autant que les Satires et les Épîtres réunies), puis au XIIe siècle par Nigel de Longchamps dans son Miroir des fous.
Les Satires trouvent quelques échos dans la littérature néolatine, et ce jusqu'au XVIIe siècle avec l'« Horace allemand » (selon Sigmund von Birken), Jakob Balde, dont la Medicinae Gloria (1651) applique l'ironie horatienne aux apothicaires.

### Depuis la Renaissance: lesSatiresen langues nationales
La satire est dans l'air du temps à la Renaissance ; le recueil est plusieurs fois édité et commenté, notamment par Cristoforo Landino, Josse Bade, Robert Estienne, Ludovico Dolce (essai sur l’Origine de la satire en 1559) et Denis Lambin (1561), qui tentent d'établir pour la satire romaine les règles que les Anciens ont négligé de formuler. L'Arioste lance un mouvement d'imitation d'Horace dans ses Satires (posthumes, 1534), où il envisage lui aussi le problème de la relation au patron. Ce précédent permet à Du Bellay d'inciter les poètes français à suivre le modèle horatien en « tax[ant] modestement les vices de [leur] temps » : c'est ainsi que Nicolas Rapin et Jean Vauquelin de La Fresnaye paraphrasent Horace en adaptant son idéal d'urbanité et de retraite rustique dans la France des guerres de religion, le premier en Poitou, le second en Normandie. Ces recherches ouvrent la voie à Mathurin Régnier (Satires, 1608) : « Suivant les pas d'Horace entrant en la carrière / Je trouve des humeurs de diverse manière. » La satire horatienne est encore imitée, d'après l'exemple de Régnier, par Théophile de Viau et Jacques Du Lorens, avant de s'éteindre avec Boileau (Satires, 1666).
En Angleterre, l'exemple de l'Arioste inspire dès 1566 Thomas Drant. Au XVIIIe siècle, Richard Bentley traduit les Satires (1711), et Alexander Pope les actualise en les plaçant dans le contexte contemporain et en s'interrogeant sur la relation du poète avec les cercles du pouvoir (Les Imitations d'Horace, 1733-1738). Enfin, des passages des Satires sont adaptés pour la scène avec Poetaster (Le Poétereau) de Ben Jonson (1601) : en plus de donner la parole à deux personnages horatiens, Crispinus et Fuscus, Jonson s'identifie avec Horace, qui s'exprime face à Ovide comme un poète libre et pugnace.
En allemand, l'imitation des Satires commence dès la fin du XVe siècle avec La Nef des fous, où Sébastien Brant poursuit la tradition de la satire latine, variée dans ses sujets et dans les tonalités des différentes parties. En 1652, Johann Lauremberg écrit en bas allemand Quatre poèmes humoristiques, où il moque les modes venues de France et d'Allemagne du sud. Friedrich von Canitz traduit une satire d'Horace, une de Juvénal et une de Boileau parmi ses douze Délassements de poèmes divers (1700), où il reprend l'opposition de la vie à la cour ou à la ville contre le repos de la campagne.
Les Satires sont moins remarquées ailleurs, avec deux traductions en portugais et une en espagnol jusqu'au début du XIXe siècle. Aux XIXe et XXe siècles, de nombreuses traductions continuent à paraître, notamment en anglais et en français ; sont remarquées surtout celle, académique, des œuvres complètes par Henri Patin (1860) et celle, plus libre, des Satires par Jules Janin (1860).

### Études et jugements
Les études sur les Satires d'Horace sont récentes, et encore peu nombreuses. En effet, ses Satires ont longtemps été considérées comme un ouvrage de jeunesse, un ensemble très hétérogène de poèmes où il s'essaie à son métier. Il faut donc attendre 1966 et l'édition des travaux universitaires de Niall Rudd, professeur émérite de latin à l'université de Bristol, pour qu'apparaisse un mouvement de publication d'études dédiées au recueil.
Quant aux jugements, ils sont extrêmement divers. Dans Les Caractères, La Bruyère associe les Satires d'Horace à celles de Boileau comme un modèle de ce qu'ont pu écrire « les anciens et les habiles d’entre les modernes » sur les mœurs de leur temps :

« Horace ou Despréaux l'a dit avant vous. — Je le crois sur votre parole ; mais je l'ai dit comme mien. Ne puis-je pas penser après eux une chose vraie, et que d’autres encore penseront après moi ? »

— Jean de La Bruyère, Les Caractères, I, 69
Voltaire est plutôt critique, faisant dire à Pococurante, le grand seigneur vénitien revenu de tout, lorsque Candide lui demande s'il n'a « pas un grand plaisir à lire Horace » :

« Je me soucie fort peu de son voyage à Brindes, et de sa description d’un mauvais dîner, et de la querelle de crocheteurs entre je ne sais quel Pupilus dont les paroles, dit-il, étaient pleines de pus, et un autre dont les paroles étaient du vinaigre. Je n’ai lu qu’avec un extrême dégoût ses vers grossiers contre des vieilles et contre des sorcières. »

— Voltaire, Candide, chap. XXV
À la même époque, Diderot cite un vers des Satires d'Horace en exergue de son Neveu de Rameau. 
Au XIXe siècle, Nietzsche évoque encore les Satires alors qu'il passe l'hiver en convalescence à Gênes :

« Quand je regarde [les Satires et les Épîtres] aujourd'hui, je trouve toutes les expressions charmantes, comme une douce journée d'hiver. »

— Friedrich Nietzsche, lettre à Heinrich Köselitz, 29 janvier 1882